# Robert Kaiser (Radsportler)
Robert Kaiser (* 24. Juli 1979; † 23. Oktober 2000 bei Zeitz) war ein deutscher Radsportler, der Rennen auf Bahn und Straße bestritt.

## Sportliche Laufbahn
1996 sowie 1997 wurde Robert Kaiser Junioren-Vizeweltmeister in der Mannschaftsverfolgung. Er startete für den SSV Gera und das Team TEAG Team Köstritzer und gehörte zum Thüringer Bahnradvierer. 1997 belegte er jeweils den dritten Platz bei den deutschen Meisterschaften in der Einerverfolgung und im Punktefahren. Im selben Jahr gewann er den Trofeo Karlsberg. Er war Bundesliga-Sieger 1997 und 1998 und gewann 1998 eine Medaille bei den Goodwill Games in New York. 2000 wurde er mit Christian Bach, Eric Baumann und Sebastian Siedler deutscher Vizemeister in der Mannschaftsverfolgung. Er gehörte dem Bahnnationalkader des Bundes Deutscher Radfahrer an.
Aufgrund seiner Erfolge wurde Robert Kaiser 1997 von der Stadt Gera für seine sportlichen Erfolge mit der Ehrennadel in Gold ausgezeichnet.
Am 23. Oktober 2000 verunglückte Kaiser bei Zeitz mit dem Motorrad; er starb noch an der Unglücksstelle, wie der Sportliche Leiter des Teams, Gerald Mortag, berichtete.
An Robert Kaiser erinnerte eine Gedenkwand im Bike House Weiser in der Geraer Heinrichstraße.

## Erfolge
1996
- Junioren-Weltmeisterschaft – Mannschaftsverfolgung (mit Stephan Schreck, Sebastian Siedler und Daniel Becke)

1997
- Junioren-Weltmeisterschaft – Mannschaftsverfolgung (mit Marco Hesselschwerdt, Eric Baumann und Christian Bach)